# 水怪龍屬
水怪龍屬（屬名：Hydrotherosaurus）是蛇頸龍目薄板龍科的一屬，身長約13公尺，化石發現於加州費雷斯諾縣，年代為白堊紀馬斯垂克階。模式種是H. alexandrae，屬名意為「水怪蜥蜴」，種名則是以發現化石的安妮·蒙塔格·亞歷山大為名。